# リヒャルト・クーラント

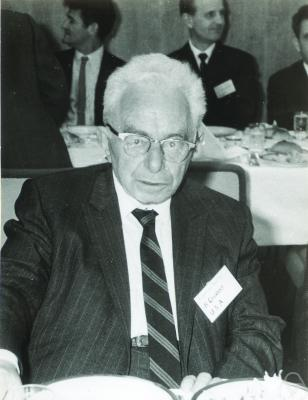
リヒャルト・クーラント

リヒャルト・クーラント（Richard Courant, 1888年1月8日 - 1972年1月27日）は、ドイツおよびアメリカ合衆国の数学者。

## 来歴
ドイツ帝国シュレジエンのルブリニツ（現ポーランド領ルブリニェツ）生まれ。青年時代に両親はグラッツ（現ポーランド領クウォツコ）、ブレスラウ、次いで1905年にはベルリンへ移った。彼はブレスラウに残り、そこで大学へ入った。ブレスラウでの講義には満足がいかず、チューリッヒそしてゲッティンゲンに移った。そこでダフィット・ヒルベルトの助手になり、1910年に博士号を取得した。1912年に教授資格取得。第一次世界大戦の際に徴兵されたが負傷して入隊直後に兵役から解放された。ゲッティンゲンで研究を続け二年後、ミュンスターで教授に就く。そこで数学研究所を設立して1928年から1933年に至るまで所長をつとめた。
ユダヤ系だったクーラントは1933年、同胞達よりも早くドイツを脱出し、1年後ケンブリッジ大学の、1936年にはニューヨークへ渡りニューヨーク大学の教授となった。そこで大学院での数学研究の学会立ち上げの仕事を与えられ大成功した。クーラント数理科学研究所（1964年に改名）は数学で最も権威ある研究所の1つであり続けている。
彼の著名な組織的才能とは別に、クーラントは数学の業績でも名高い。彼の書いた教科書Methods of mathematical physics（邦題：『数理物理学の方法』）は80年以上後もいまだに使われている。ハーバート・ロビンズと共に一般書What is Mathematics?（邦題：『数学とは何か』）はいまだに出版されている。クーラントの名は元々技師によって発明された有限要素法でも知られており、彼はそれを確固たる数学の手法へ置いて様々な問題へ応用した。この方法は今、偏微分方程式を数量的に解く最重要な方法となっている。
アメリカ合衆国ニューヨークで死去。84歳。

## 著作
- R・クーラン、D・ヒルベルト『数理物理学の方法』 第1巻、丸山滋弥 訳、商工出版、1959年。
- R・クーラン、D・ヒルベルト『数理物理学の方法』 第2巻、斉藤利弥 監訳、商工出版、1959年。
- R・クーラン、D・ヒルベルト『数理物理学の方法』 第3巻、麻嶋格次郎 訳、東京図書、1962年。
- R・クーラン、D・ヒルベルト『数理物理学の方法』 第4巻、筒井孝胤 訳、東京図書、1968年。
  - R・クーラン、D・ヒルベルト『数理物理学の方法 1』斎藤利弥 監訳、東京図書、1984年6月。
  - R・クーラン、D・ヒルベルト『数理物理学の方法 2』斎藤利弥 監訳、東京図書、1984年6月。
  - R・クーラン、D・ヒルベルト『数理物理学の方法 3』斎藤利弥監訳、東京図書、1984年6月。
  - R・クーラン、D・ヒルベルト『数理物理学の方法 4』斎藤利弥監訳、東京図書、1984年6月。
  - R・クーラン、D・ヒルベルト『数理物理学の方法』 1巻、斎藤利弥 監訳、丸山滋弥 訳、東京図書、1995年。ISBN 4489004877。
  - R・クーラン、D・ヒルベルト『数理物理学の方法』 2巻、斎藤利弥 監訳、銀林浩 訳、東京図書、1995年9月。ISBN 4489004885。
  - R・クーラン、D・ヒルベルト『数理物理学の方法』 3巻、斎藤利弥 監訳、麻嶋格次郎 訳、東京図書、1995年。ISBN 4489004893。
  - R・クーラン、D・ヒルベルト『数理物理学の方法』 4巻、斎藤利弥 監訳、筒井孝胤 訳、東京図書、1995年。ISBN 4489004907。
  - R・クーラント、D・ヒルベルト『数理物理学の方法』 上、藤田宏・高見頴郎・石村直之訳、丸善出版〈シュプリンガー数学クラシックス 第26巻〉、2013年1月。ISBN 978-4-621-06525-9。 - 原タイトル：Methoden der mathematischen Physik 原著第4版の翻訳。
- R・クーラント、H・ロビンス『数学とは何か 考え方と方法への初等的接近』森口繁一  監訳、岩波書店、1966年。
  - R・クーラント、H・ロビンズ『数学とは何か　考え方と方法への初等的接近』I・スチュアート改訂、森口繁一監訳（原書第2版）、岩波書店、2001年。ISBN 4-00-005523-2。 - 原タイトル：What is mathematics?（2nd ed.）
- A・フルヴィッツ、R・クーラント『楕円関数論』足立恒雄・小松啓一訳、シュプリンガー・フェアラーク東京〈シュプリンガー数学クラシックス〉、1991年7月。ISBN 4-431-70609-7。 - 原タイトル：Vorlesungen uber allgemeine Funktionentheorie und elliptische Funktionen.（第2部）
  - A・フルヴィッツ、R・クーラン『楕円関数論』足立恒雄・小松啓一訳（復刻版）、シュプリンガー・ジャパン〈シュプリンガー数学クラシックス 第2巻〉、2007年2月。ISBN 978-4-431-71242-8。
  - A・フルヴィッツ、R・クーラン『楕円関数論』足立恒雄・小松啓一訳（復刻版）、丸善出版〈シュプリンガー数学クラシックス 第2巻〉、2007年2月。ISBN 978-4-621-06353-8。